# SN 2007jj
SN 2007jj – supernowa typu Ia odkryta 3 września 2007 roku w galaktyce A014526-0001. W momencie odkrycia miała maksymalną jasność 20,70m.